# Nipper's Busy Bee Time
Nipper's Busy Bee Time è un cortometraggio muto del 1916. Il nome del regista non viene riportato nei credit del film che ha come protagonista il personaggio di Nipper, interpretato da Lupino Lane. L'attore, che all'epoca aveva 24 anni, era diventato popolare come attore cinematografico con le comiche di Nipper, tanto che il film fu prodotto proprio da una compagnia cui venne dato il nome di Little Nipper Productions.

## Trama
Nipper si traveste da ragazza per depistare un corteggiatore che si interessa alla figlia di un apicultore.

## Produzione
Il film fu prodotto dalla Little Nipper Productions.

## Distribuzione
Distribuito dalla Davison Film Sales Agency (DFSA), il film - un cortometraggio in una bobina - uscì nelle sale cinematografiche britanniche nell'agosto 1916.